# Sinfonía n.º 1 (Dvořák)

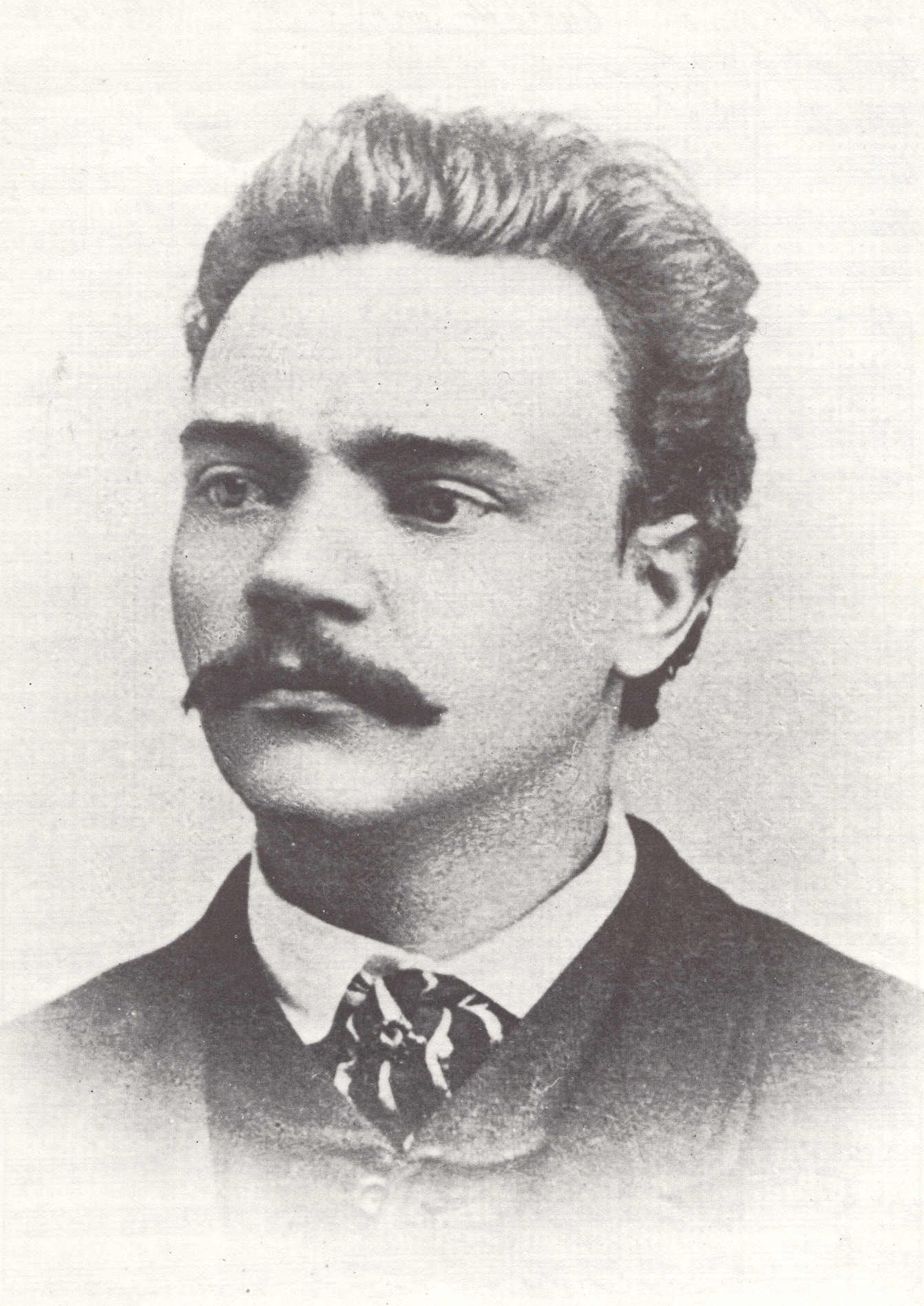
Dvořák en 1868.

La Sinfonía n.º 1 en do menor, Op. 3 / B. 9, subtitulada Las campanas de Zlonice o en checo Zlonické zvony, fue compuesta por Antonín Dvořák en 1865.

## Historia

### Composición
La composición de este opus se desarrolló entre el 14 de febrero y el 24 de marzo de 1865, cuando el compositor tenía 24 años. Aunque en el manuscrito de la pieza no figura título alguno, se dice que se refirió a la obra como "Las campanas de Zlonice", en recuerdo de los dos años de infancia que pasó en Zlonice. Esta pequeña ciudad bohemia, se sitúa al norte de Praga y próxima a Nelahozeves, el lugar de nacimiento del compositor. Allí fue donde adquirió los primeros conocimientos musicales bajo la tutela de sus maestros Joseph Toman y Antonín Liehmann. Había tocado con frecuencia en el órgano de la iglesia local.  
No llegó a escuchar ni a revisar esta sinfonía, ya que la obra terminada se perdió mientras él vivía. Según un relato poco fiable, Dvořák envió su partitura autógrafa de la sinfonía a un concurso en Alemania y nunca se la devolvieron. La partitura se conserva a pesar de su autor y se debe al extravío de la misma. Hacia 1882 fue encontrada en una librería de Leipzig para volver a desaparecer y se llegó a dar por perdida. Pero en 1923 se halló en poder de Rudolf Dvořák, un coleccionista de igual apellido que el compositor pero sin parentesco con él.

### Estreno y publicación
El estreno se celebró el 4 de octubre de 1936 en el Teatro Provincial de Brno con la interpretación de la Orquesta del Teatro Provincial bajo la dirección de Milan Sachs.

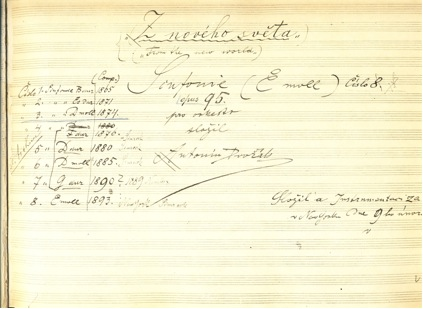
Portada de la Novena de Dvořák (para él n.º 8). A la izquierda se ve la lista de sus sinfonías con la numeración sin tener en cuenta la primera perdida.

La primera publicación de esta obra no llegó hasta 1961 y fue llevada a cabo de forma póstuma por František Bartoš en la editorial Statni hudebni vydavatelstvi (SHV, Editorial Estatal de Música) en Praga. La numeración de la producción sinfónica de Dvořák no siempre ha seguido un orden cronológico debido a varios factores. En primer lugar, el compositor creyó perdida su primera sinfonía y numeró el resto por fecha de composición del 1 al 8. Por otra parte, nunca valoró sus primeras sinfonías, que además quiso destruir. Ello hizo que tardase en decidirse a publicar sus sinfonías y su editor inició el uso arbitrario de los números de opus así como la numeración de las sinfonías, una práctica que causó mucha confusión en años posteriores. A mediados del siglo XX el estudioso de Dvořák, Otakar Šourek, estableció una nueva numeración de las sinfonías en la que figuraban las sinfonías tempranas reconocidas como parte legítima de su canon y entre ellas se encontraba ya la primera sinfonía recuperada.

## Instrumentación
La partitura está escrita para una orquesta formada por:
- Viento madera: flautín, 2 flautas (una doblando al flautín), 2 oboes (uno doblando al corno inglés), 1 corno inglés, 2 clarinetes, 2 fagotes.
- Viento metal: 4 trompas, 2 trompetas, 3 trombones.
- Percusión: timbales.
- Cuerda: una sección de cuerdas con violines I y II, violas, violonchelos y contrabajos.

## Estructura y análisis
La sinfonía consta de cuatro movimientos:
- I. Maestoso – Allegro, en do menor 2
2
- II. Adagio di molto, en la bemol mayor 2
4
- III. Allegretto, en do menor – Trío en mi mayor 2
4
- IV. Finale. Allegro animato, en do mayor 2
4

La interpretación de la obra dura aproximadamente 50 minutos. Es la primera obra orquestal conservada de Dvorák y se trata de una obra de juventud, por lo que pone de manifiesto una cierta inexperiencia, aunque también una demostración de grandes cualidades a explotar en el futuro. Pese a sus deficiencias estructurales, está llena de ideas coloristas y memorables. La elección de la tonalidad de do menor -poco común en su música- podría haberse inspirado en su admiración por Ludwig van Beethoven, cuya Sinfonía n.º 5 sigue exactamente el mismo plan tonal, comenzando en do menor y concluyendo en do mayor. Su instrumentación y su disposición armónica son más propias de un compositor romántico al estilo de Franz Schubert. Originalmente fue concebida como una composición de tres movimientos, a los que se añadió posteriormente el Allegretto. El primer movimiento de 658 compases es en la versión original el más largo de todas sus obras sinfónicas, debido a una sección de exposición repetida de 278 compases que comprende 44 páginas de partitura, por lo que requiere algo menos de 19 minutos para interpretarse sin cortes. Para Brian Wise la sinfonía no incluye sonidos de campanas ni evocaciones a modo de contenido programático. Pero otros autores sí han observado que varios pasajes suenan como campanas en alusión al subtítulo "Las campanas de Zlonice".

### I.Maestoso – Allegro
El primer movimiento, Maestoso – Allegro, está escrito en la tonalidad de do menor, en compás alla breve y sigue la forma sonata. Cada movimiento se inicia con una breve introducción. El primero de ellos es un llamativo motivo en forma de fanfarria en las maderas, que reaparece en la sección de desarrollo y de nuevo en el Finale. Una figura de tambor que aparece al inicio también reaparece en el Finale, pero el efecto es más sutil que unificador. El resto del movimiento contiene abundante invención y vitalidad rítmica, con algunas atractivas modulaciones hacia tonalidades bemol (aunque quizá reflejen sus dificultades con las relaciones tonales en la forma sonata). La coda prefigura la obra posterior del compositor en su poderoso sentido del impulso y el clímax.

### II.Adagio di molto
El segundo movimiento, Adagio di molto, está en la bemol mayor y en compás de 2/4. Tras una amplia apertura, el Adagio prosigue con abundantes y fluidas melodías que modulan libremente sobre una rica textura polifónica. Cabe destacar el uso que hace el compositor del oboe, empleado con frecuencia como solista aquí, así como en los movimientos primero y final.

### III.Allegretto
El tercer movimiento, Allegretto, está en do menor que en el trío pasa a mi mayor y en compás de 2/4. Se trata de un scherzo con trío. El scherzo se desarrolla con un ímpetu vertiginoso a pesar de la frecuencia de las frases de dos compases.

### IV.Finale. Allegro animato
El cuarto y últimio movimiento, Allegro animato, está en do mayor y en compás vuelve a ser 2/4. El Finale es menos logrado y resulta algo difuso en algunos pasajes. Al igual que la sinfonía en su conjunto, tiende a ser algo extenso, pero revela la fértil imaginación de Dvorák y ofrece promesas para el futuro.

## Discografía selecta
Esta pieza ha sido grabada en varias ocasiones, pero la primera grabación completa y sin cortes fue realizada en 1966 por la Orquesta Sinfónica de Londres bajo la dirección de István Kertész como parte de su ciclo completo de Dvořák para Decca en Londres. En la siguiente tabla se recoge esta junto con otras grabaciones notables.
| Año     | Dirección            | Orquesta                                               | Discográfica       | N.º Catálogo |
| ------- | -------------------- | ------------------------------------------------------ | ------------------ | ------------ |
| 1966    | István Kertész       | Orquesta Sinfónica de Londres                          | Decca              | 4786459      |
| 1971    | Witold Rowicki       | Orquesta Sinfónica de Londres                          | Philips Duo        | 446527       |
| 1979    | Otmar Suitner        | Staatskapelle Berlin                                   | Brilliant Classics | 96043        |
| 1992    | István Kertész       | Orquesta Sinfónica de Londres                          | Decca              | 430046       |
| 1992    | Neeme Järvi          | Royal Scottish National Orchestra                      | Chandos            | 8597         |
| 1993    | Stephen Gunzenhauser | Orquesta Sinfónica de la Radio de Bratislava           | Naxos              | 8550266      |
| 1995    | Zdeněk Mácal         | Orquesta Sinfónica de Milwaukee                        | Koss               | 1024         |
| 1997    | Rafael Kubelík       | Orquesta Filarmónica de Berlín                         | DG                 | 423120       |
| c. 2005 | Colin Davis          | Orquesta Sinfónica de Londres                          | LSO Live           | 432678       |
| 2012    | Jiří Bělohlávek      | Orquesta Filarmónica Checa                             | Decca              | 4786757      |
| 2015    | Karel Mark Chichon   | Deutsche Radio Philharmonie Saarbrücken Kaiserslautern | Hänssler           | HAEN93330    |
| 2016    | Marek Štryncl        | Musica Florea                                          | Arta               | F10215       |
| 2016    | Libor Pešek          | Real Orquesta Filarmónica de Liverpool                 | Warner Classics    | 9029597506   |
| 2017    | Marcus Bosch         | Staatsphilharmonie Nürnberg                            | Coviello           | COV91718     |
| 2018    | Pietari Inkinen      | Deutsche Radio Philharmonie Saarbrücken Kaiserslautern | SWR Music          |              |